# Mitnagdim

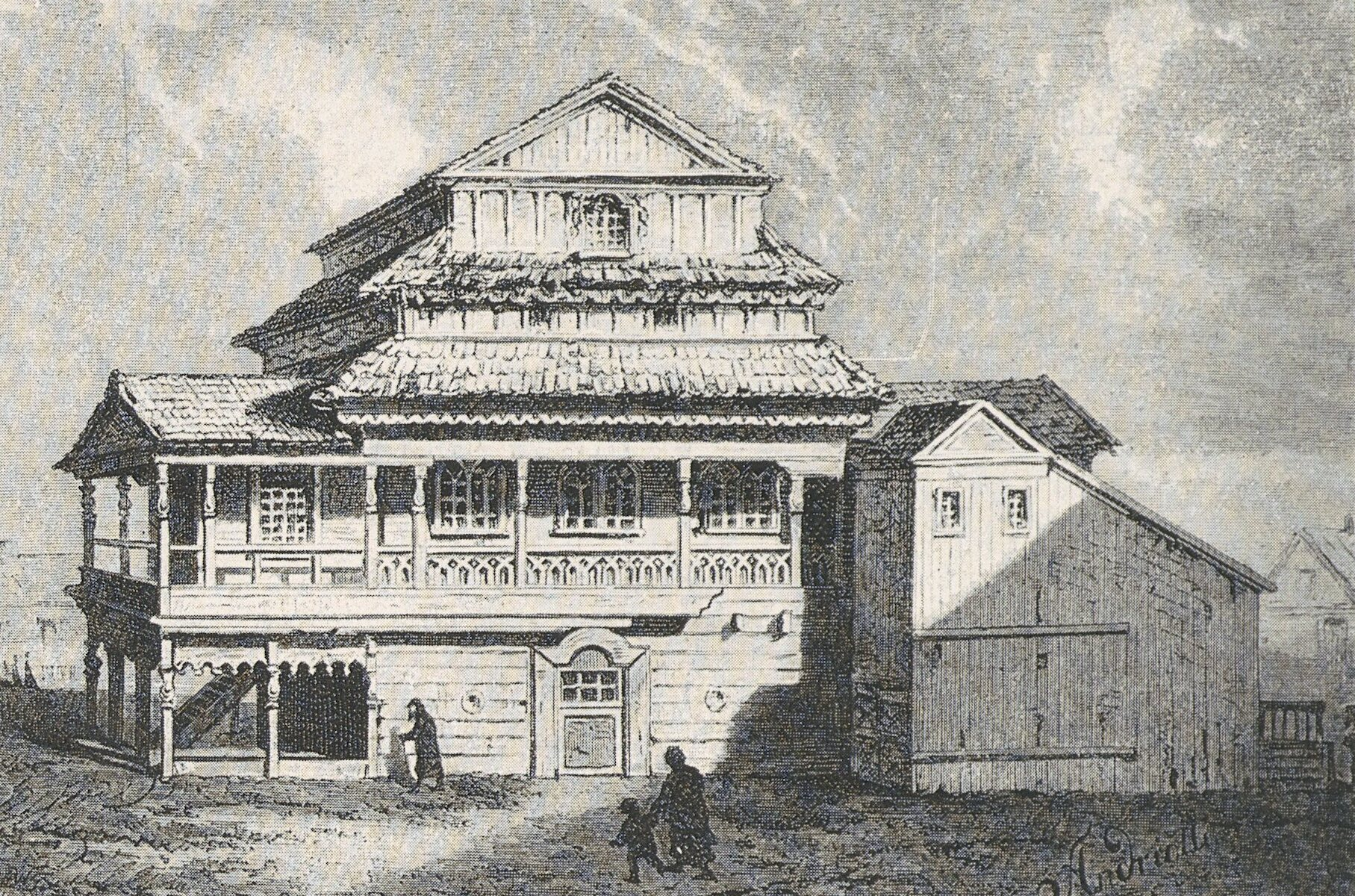
Sinagoga di Jurbarkas. La Lituania era la roccaforte dei mitnagdim, con Vilna ritenuta una Gerusalemme degli studi talmudici. Chassidim e mitnagdim divergevano in due interpretazioni all'interno dell'ebraismo rabbinico: i mitnagdim, come i loro avversari, credevano nella Kabbalah lurianica, che però utilizzarono quale rimpiazzo del metodo filosofico razionalista medievale come struttura teologica completa nel suo sviluppo tradizionale fino ad oggi.. La Kabbalah lurianica rimane il tradizionale credo esoterico ebraico comunemente accettato, anche quando viene ristretto ad un circolo elitario di studiosi. Comunque, gli studi kabbalistici dei mitnagdim e la pratica rimasero tradizionalmente confinati all'élite lituana, con devozione popolare nel rigore intellettuale talmudico e più tardi nell'etica. Il chassidismo invece popolarizzava la Kabbalah lurianica in una nuova spiritualità e unione mistica con il Divino per le masse. Paradossalmente la padronanza di letteratura rabbinica e Talmud, insieme all'attrazione per la filosofia chassidica, si riscontra in entrambe le fazioni. La yeshiva litvak e la via chassidica continuano oggi come due correnti alternative riconciliate nell'ebraismo dell'Europa orientale.

I Mitnagdim, Mitnaggedim o Misnagidim (in ebraico מתנגדים‎?, Mitnaggĕdīm) furono un movimento costituito da ebrei lituani ortodossi, rabbini e talmudisti, che si opposero alla proliferazione del moderno chassidismo nell'Europa orientale del XVIII secolo.
Mitnagdim è il plurale di mitnaged o misnagid, che significa oppositore. Il più influente tra loro fu Rabbi Elijah ben Shlomo Zalman, soprannominato per i suoi meriti di grande studioso come Gaon di Vilna o il Gra. Il termine mitnaged ottenne un significato proprio tra gli ebrei europei riferendosi agli ashkenaziti che si opponevano al sorgere e diffondersi del primo chassidismo, rappresentato dal fondatore del movimento, Israel ben Eliezer, meglio noto come il Baal Shem Tov.
Rabbi Chaim Volozhin fu il primo discepolo e seguace del Gaon di Vilna e fondò una yeshivah a Volozhin, spesso denominata come la Madre delle Yeshivot, in quanto in essa la gran parte delle yeshivot litvish (lituane) può essere tracciata.

Nel XIX secolo, con la progressiva assimilazione degli ebrei ashkenaziti, entrambe le fazioni sospesero la controversia tra di loro per contrastare gli sforzi dell'illuminismo ebraico di penetrare nelle comunità ebraiche orientali.
Un gruppo rilevante di mitnagdim e famigliari, circa 500, furono convinti dal Gaon di Vilna ad immigrare nella Palestina ottomana tra il 1809 e il 1812. Vengono chiamati Perushim.

## Origini
La rapida diffusione del chassidismo nella seconda metà del Settecento preoccupò diversi rabbini tradizionalisti, molti dei quali videro in esso una potenziale minaccia. Lo percepirono come un ultimo sussulto del recente movimento dello pseudo-messia Sabbatai Zevi, condannato per eresia insieme ai suoi seguaci dopo la sua conversione all'islam.
Gran parte del mondo giudaico era ancora scosso dai movimenti pseudo-messianici del sabbatianesimo e dei frankisti. Molti rabbini sospettavano il chassidismo di un'intima connessione con quei movimenti.
L'approccio caratteristico lituano all'ebraismo era caratterizzato dalla concentrazione in un alto studio intellettuale del Talmud. La Lituania divenne il centro dell'opposizione tradizionalista al chassidismo fino al punto che, nel linguaggio popolare, lituano e mitnaged diventarono virtualmente due termini interscambiabili. Comunque una non irrilevante minoranza di ebrei lituani si formarono in gruppi chassidici differendosi nelle varie correnti di Chabad, Slonim, Karlin (Pinsk) e Koidanov.

## Opposizione del Gaon di Vilna

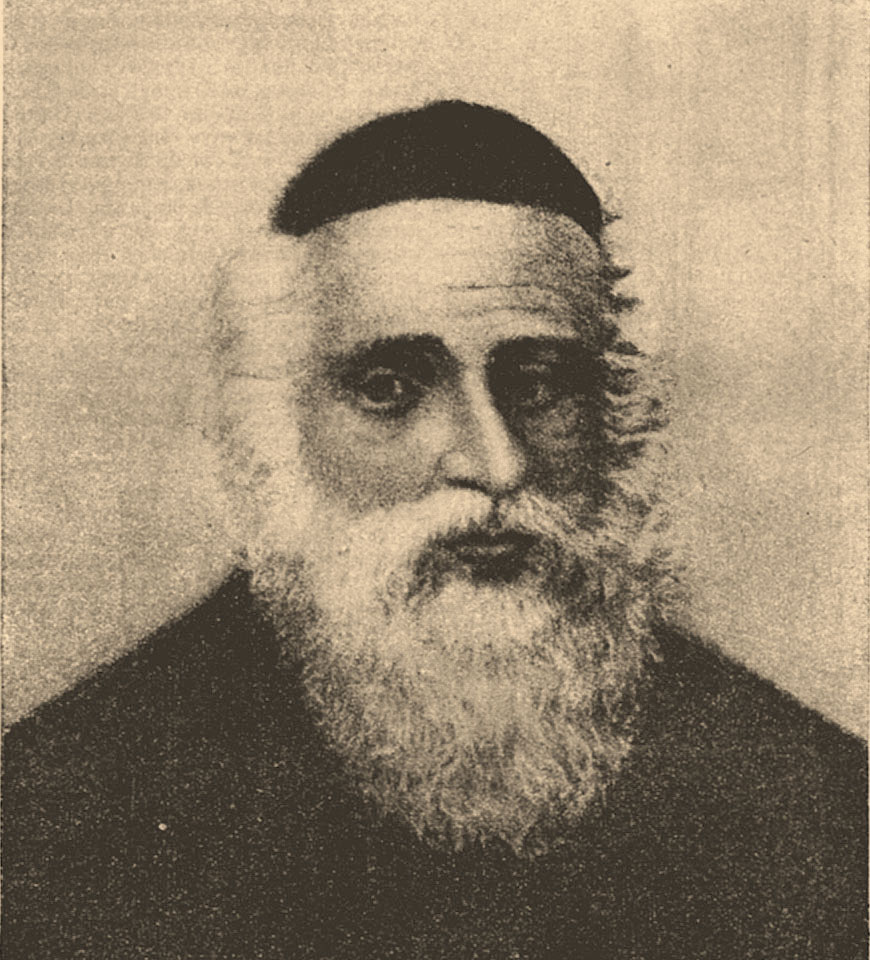
Ritratto del Vilna Gaon

I primi attacchi al chassidismo avvennero quando il fondatore del pensiero chassidico era ancora in vita. Due bandi di scomunica contro gli ebrei chassidim apparvero per la prima volta nel 1772, accompagnati dallo stracciamento pubblico dei primi pamphlet chassidici. Lo stesso Gaon di Vilna galvanizzò l'opposizione al chassidismo. Credeva fermamente che le storie di miracoli e visioni fossero solo bugie e illusioni. Un punto chiave dell'opposizione fu che il Gaon di Vilna sosteneva che la grandezza della Torah e la sua osservanza dovessero manifestarsi attraverso gli sforzi naturali dell'uomo nello studio senza dipendere da qualsivoglia miracolo o meraviglia, mentre il Baal Shem Tov era più concentrato a portare incoraggiamento e sollevare il morale del popolo ebraico, specialmente dopo la distruzione provocata dai pogrom di Chmel'nyc'kyj) e alle conseguenze della disillusione di massa in seguito al fallimento delle pretese messianiche di Sabbatai Zevi e Jakob Frank. I mitnagdim ritenevano altresì che la considerazione degli chassidim verso i loro Tzadikim fosse una forma di idolatria.

## Cambiamenti e sfide del chassidismo
Molti dei cambiamenti fatti dagli chassidim sono il prodotto dell'approccio propriamente chassidico alla Cabala lurianica. Sia mitnagdim che chassidim furono grandemente influenzati da Ari ma i legalistici mitnagdim temevano nel chassidismo l'inquietante parallelismo con il movimento sabatiano. Un esempio di questa preoccupazione furono i problemi di interpretazione del concetto luriano del completo annullamento dell'intero universo in Dio. In relazione su come questa idea fosse predicata e interpretata poteva sfociare nel panteismo, universalmente riconosciuto come eresia, o portare a comportamenti immorali in quanto, riducendo l'enfasi del rituale con un'interpretazione meccanica, alcuni elementi della Kabbalah potevano essere fraintesi, per esempio quelli che glorificano metafore sessuali come significato profondo di qualche nozione interna nascosta nella Torah basata sulla relazione degli ebrei con Dio (cfr. Peccato originale).
Il risalto della preghiera sopra lo studio e la reinterpretazione chassidica della Torah l'shma - come studio della Torah per il proprio gusto - furono visti come un rifiuto della tradizione ebraica.
I chassidim non seguivano il rituale di preghiera tradizionale ashkenazita ma usavano una combinazione di rituali ashkenaziti e sefarditi (Nusach Sefard)  basati sulla Kabbalah lurianica. Ciò era visto come un rifiuto della liturgia tradizionale ashkenazita, e, considerato il conseguente bisogno di sinagoghe separate, una minaccia all'unione della comunità.
Gli chassidim aggiunsero anche alcun dettame halakhico nella Kasherut, le leggi rituali alimentari. Portarono sicuramente cambiamenti nel modo in cui il bestiame veniva macellato e nella scelta di un mashgiach (supervisore del kashrut) affidabile. Il risultato finale fu che divennero essenzialmente meno rigidi verso la kasherut, considerando alcuni cibi kosher in maniera meno rigorosa. Questo venne visto come un ulteriore cambiamento della tradizione, del rigore dell'Halakhah e, nuovamente, un pericolo.

## Lotte e persecuzioni
Una lotta amara si presentò tra gli ebrei osservanti tradizionali e i nuovi chassidim. Alla testa del movimento ortodosso stava il Gaon di Vilna. Nel 1772, quando i primi circoli segreti di chassidim comparivano in Lituania, il kahal (concilio) rabbinico di Vilna, con l'approvazione di Rabbi Elijah ben Solomon, arrestarono i leader locali del movimento e scomunicarono i suoi aderenti. Furono spedite missive da Vilna ai rabbini delle altre comunità chiedendo di dichiarare guerra alla setta degli empi.
Le persecuzioni contro gli chassidim cominciarono in diversi luoghi. L'apparizione nel 1780 della prima opera della letteratura chassidica creò allarme tra gli ortodossi. Al concilio rabbinico tenuto nel villaggio di Zelva, Voivodato di Troki, nel 1781, fu deciso di estirpare il chassidismo. Nelle missive ufficiali emesse dal concilio era ordinato al devoto di espellere i chassidim da ogni comunità ebraica, di ritenerli membri di un'altra fede, di non intrattenere alcun rapporto sociale o sposarsi con loro e di negargli la sepoltura dopo la morte.

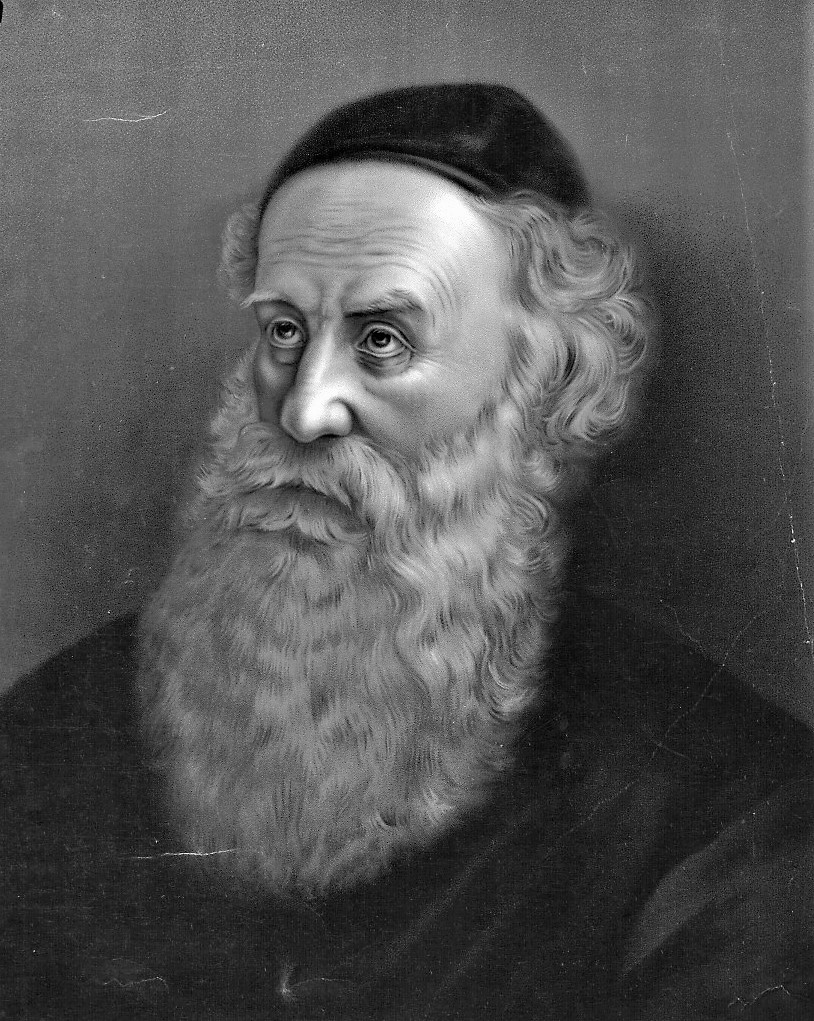
Shneur Zalman di Liadi

Gli chassidim nel sud dell'Europa orientale si stabilì così profondamente nelle varie comunità che non ebbero alcuna paura di eventuali persecuzioni. I maggiori sofferenti furono i chassidim settentrionali. Il loro leader, Rabbi Shneur Zalman di Liadi, fondatore della corrente Chabad, tentò di placare la rabbia dei mitnagdim e del Gaon.
Nel 1797 l'esasperazione dei mitnagdim diventò così grande che risolsero di diffamare e denunciare i leader degli chassidim al governo russo come agitatori pericolosi e propugnatori di eresie. In conseguenza ventidue ebrei chassidim furono arrestati a Vilna e in altri luoghi. Lo stesso Zalman di Liadi fu arrestato nella sua corte di Liozna e portato a San Pietroburgo (1798). I chassidim di Chabad celebrano ancora oggi il giorno della sua liberazione dalla prigione, e considerano ancora i mitnagdim con grande disprezzo per come trattarono alla stregua di un traditore il loro primo Rebbe.
Le battaglie dei mitnagdim con gi chassidim in Lituania e Bielorussia indussero la formazione di numerose organizzazioni religiose che si diffusero in molti villaggi accanto a quelli dei mitnagdim. Nella regione sud-occidentale i chassidim soppiantarono quasi completamente i loro avversari. La Lituania rimase saldamente legata all'ortodossia autoctona. Un altro gruppo di ebrei avversi al chassidismo furono gli ebrei oberland di Ungheria e Slovacchia, che però non vengono sempre considerati mitnagdim.
Dalla metà dell'Ottocento molti degli ebrei non chassidici interruppero le loro battaglie contro gli chassidim e si riconciliarono con questi ultimi.